# Битва при Саламине на Кипре (497 до н. э.)
Би́тва при Салами́не на Ки́пре — двойное сражение, происходившее на суше и на море, между восставшими ионийцами и киприотами, с одной стороны, и Персидской державой — с другой. На море победили греки, в то время как на суше персы. Это сражение оказалось решающим для Кипрского восстания — вскоре персы полностью подавили восстание.
Во время Ионийского восстания на Кипре восстали все города, кроме Амафунта. Лидером киприотов стал брат царя Саламина-на-Кипре Горга Онесил. Он свергнул своего брата, который предпочитал оставаться под владычеством персов. После этого он во главе войска осадил лояльный Дарию Амафунт. На Кипр была послана армия во главе с Артибием.
Во время осады Амафунта (уже в следующем, 497 году до н. э.) Онесил узнал, что к Кипру движется большой персидский флот во главе с Артибием. Он послал в Ионию послов с просьбой о помощи. Ионяне не отказали и отправили на помощь киприотам свой флот. Повстанцы разработали план битвы: киприоты должны были вступить в бой с персами на суше, а ионийцы должны были сражаться на море с финикийцами.
Между сухопутными войсками и морскими флотами началось сражение. В бою Артибий устремился на Онесила, но тот с помощью своего оруженосца убил персидского военачальника. На море победили греки, в то время как на суше персы. Онесил погиб во время бегства киприотов с поля боя.  После гибели Онесила на поле боя все города на Кипре вновь оказались под властью персов. Дольше всех сопротивлялись Солы, хотя их правитель Аристокипр был убит вместе с Онесилом.